# Ворошилов Климент Єфремович
Вороши́лов Климе́нт Єфре́мович (Охрімович) (рос. Ворошилов Климент Ефремович), також популярно — Клим Ворошилов (нар. 23 січня (4 лютого) 1881, Вище, Лисичанська волость, Бахмутський повіт, Катеринославська губернія, Російська імперія, нині Лисичанськ, Луганська область, Україна — 2 грудня 1969, Москва, РРФСР, СРСР) — російський радянський військовий та політичний діяч, революціонер, двічі Герой Радянського Союзу, Герой Соціалістичної Праці (7.05.1960), Герой Монгольської Народної Республіки (29.05.1957), один з п'яти перших Маршалів Радянського Союзу (20.11.1935). У 1925—1940 роках народний комісар з військових і морських справ і нарком оборони СРСР.  Голова Президії Верховної Ради СРСР у 1953—1960 роках. Один з організаторів та учасників масових репресій у СРСР. Учасник громадянської війни в Росії 1917—1922.
Член ЦК КП(б)У в березні 1919 — квітні 1920 та в листопаді 1920 — липні 1921. Член Політичного бюро ЦК КП(б)У з 2 серпня 1919 по 17 березня 1920. Член ЦК КПРС у 1921—1961 і 1966—1969. Член Політбюро ЦК КПРС з 1 січня 1926 по 16 липня 1960. Член Оргбюро ЦК ВКП(б) з 2 червня 1924 по 18 грудня 1925.
Депутат Верховної ради Союзу Радянських Соціалістичних Республік 1—7-го скликань. Обирався депутатом Верховної Ради УРСР 1-го (1938—1947), 2-го (1947—1951), 3-го (1951—1955) та 4-го (1955—1959) скликань.

## Біографія

### Ранні роки

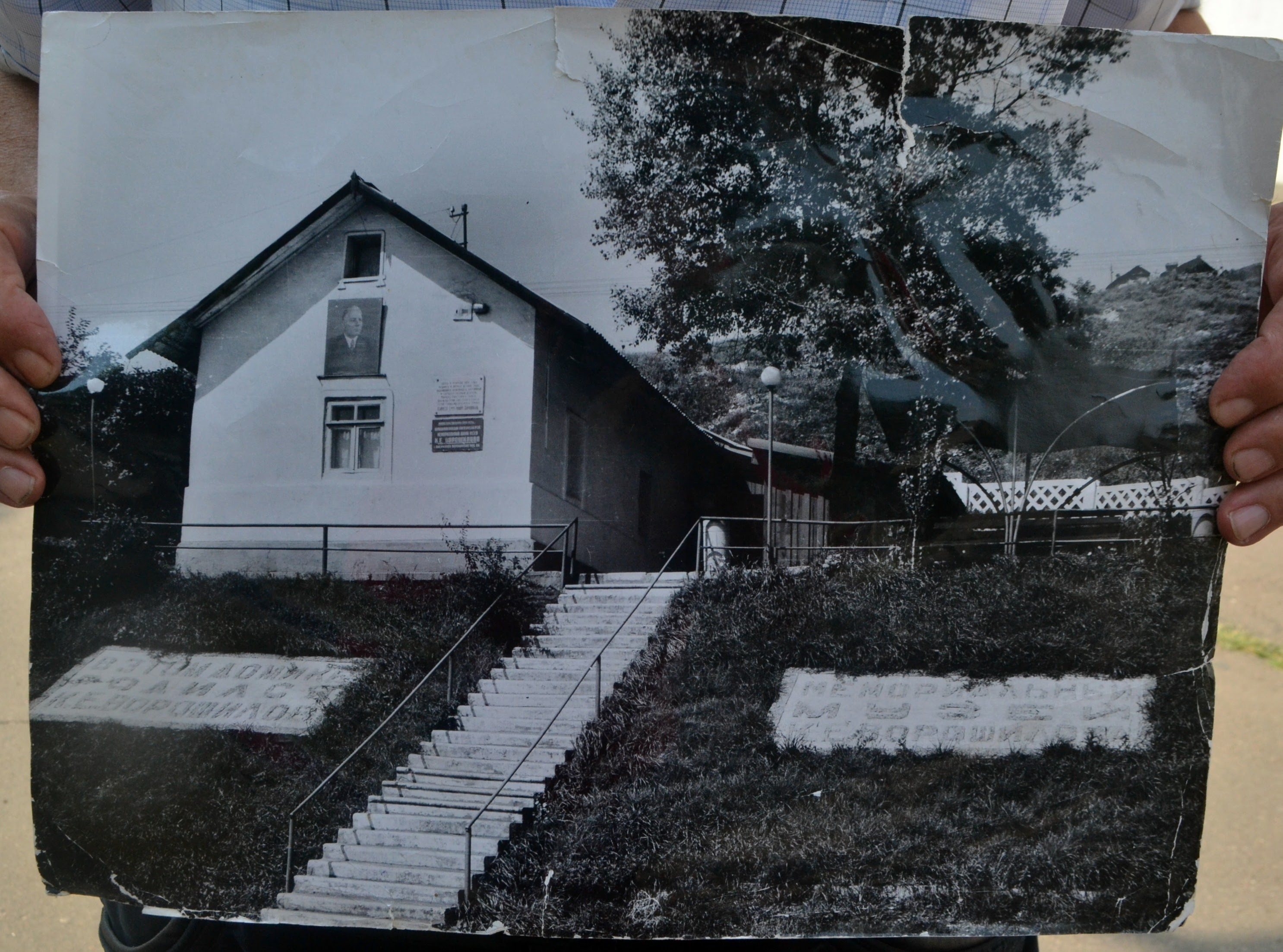
Будинок, де народився Ворошилов

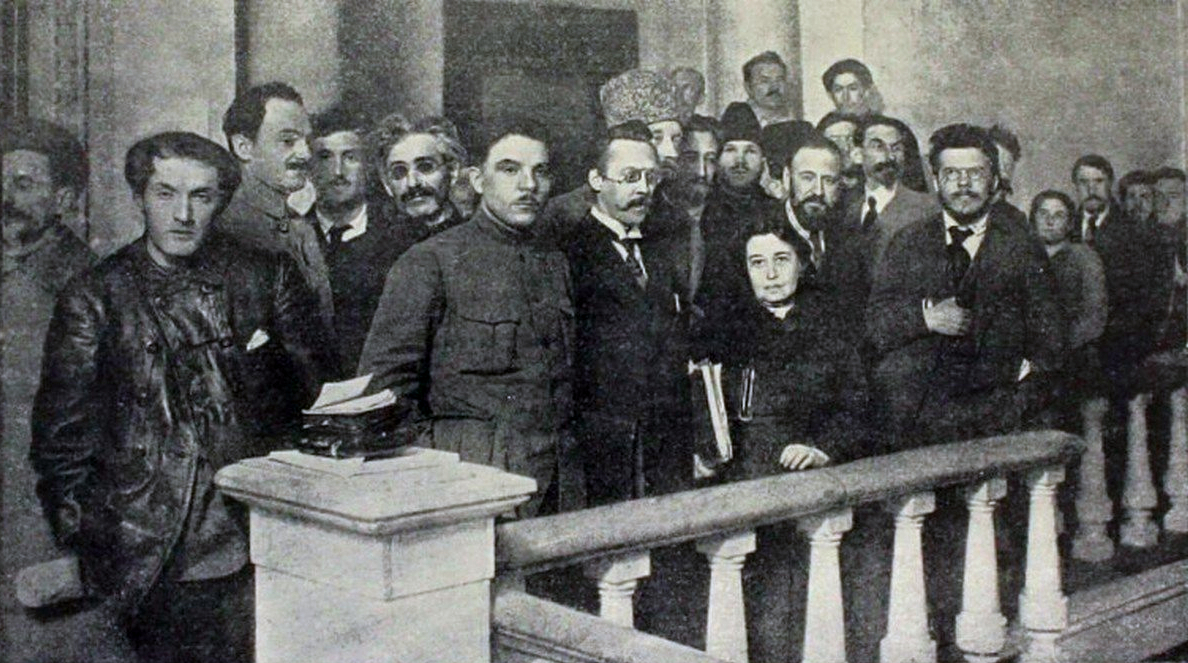
Керівні діячі КП(б)У під час українсько-більшовицької війни. Зліва направо: Олександр Хмельницький, Мойсей Рухимович, Мойсей Грановський, Володимир Юдовський, Климент Ворошилов, Володимир Мещеряков, Микола Подвойський, Анжеліка Балабанова, Християн Раковський, Микола Скрипник, Володимир Затонський

Народився 4 лютого 1881 в селищі Верхнє, Бахмутського повіту в залізничній сторожовій будці між станціями Переїздна і Вовчоярівка, (в радянські часи у тій залізничній сторожці був навіть музей Ворошилова), Катеринославської губернії (нині входить до складу міста Лисичанськ, Луганської області України) у селянській родині. У своїх мемуарах «У підпіллі можна зустріти тільки щурів» Петро Григоренко зазначив, що сам Ворошилов говорив про своє українське походження і початкове прізвище «Ворошило».
Батько Єфрем Андрійович Ворошилов був із селян хутора Воронового, мати Марія Василівна Агафонова із села Борівського.
З 1887 по 1895 рік працював робітником на шахтах Донбасу, пастухом, наймитом у маєтках. У 1895 році закінчив двокласну початкову земську школу села Василівки Бахмутського повіту. З 1896 по 1899 рік працював робітником, слюсарем заводу Донецько-Юр'ївського металургійного товариства (ДЮМО) на станції Юр'ївка Катерининської залізниці. З 1900 по 1903 рік був безробітним. 1903 року вступив до РСДРП.
У 1903—1907 працював слюсарем-кранівником Луганського паровозобудівного заводу Гартмана. Брав активну участь у революційному русі, в Луганську.
З липня по грудень 1905 перебував під арештом у Луганській в'язниці. З січня по вересень 1908 — на партійній та профспілковій роботі в Баку та на нафтових промислах Бібі-Ейбата.
У вересні 1908 заарештований, перебував у в'язниці Санкт-Петербурга. З жовтня 1908 по вересень 1912 — на засланні в містах Пінега і Мезень Архангельської губернії.
У жовтні 1912 — січні 1913 — на підпільній партійній роботі на станції Юр'ївка Катерининської залізниці і в Луганську. У січні 1913 заарештований і до березня 1914 перебував у засланні в Чердинському повіті Пермської губернії.
У травні 1914 — травні 1915 — службовець артилерійського заводу Російського акціонерного товариства артилерійських заводів у місті Царицині.
З 1915 по 1917 — службовець механічного заводу Сургайло у Петрограді.
У березні — листопаді 1917 — голова Луганського комітету РСДРП(б), голова Луганської ради Катеринославської губернії, голова Луганської міської Думи. Обраний депутатом Установчих зборів Російської республіки від більшовиків.
У листопаді 1917 — лютому 1918 — комісар Петроградського військово-революційного комітету з градоначальства, голова Надзвичайної комісії з охорони Петрограда, організатор ВЧК Петрограда.

### Громадянська війна в Росії
У березні 1918 — організатор, комісар і командир 1-го Луганського соціалістичного загону в Луганську. З 15 березня по липень 1918 — командувач 5-ї української радянської армії. У липні — серпні 1918 — командувач Царицинського фронту.
З серпня по 23 вересня 1918 — член Революційної військової ради (РВР) Північно-Кавказького військового округу. 17 вересня — 3 жовтня 1918 — помічник командувача і член РВР Південного фронту РСЧА. 3 жовтня — 18 грудня 1918 — командувач 10-ї армії РСЧА Південного фронту. Брав участь в обороні Царицина (нині Волгоград) від Білої армії Денікіна.
З листопада 1918 — член РВР Української армії. З 28 листопада 1918 — член Тимчасового робітничо-селянського уряду Української Народної Республіки, з 29 січня по вересень 1919 — народний комісар внутрішніх справ Української СРР. У квітні — червні 1919 керував військовими операціями по жорстокому придушенню Куренівського повстання проти більшовиків у Києві, «григоріївщини» та «махновщини» на півдні України.
Одночасно, 10 травня — 14 червня 1919 — командувач військ Харківського військового округу. 4 червня — 18 липня 1919 — командувач 14-ї армії Південного фронту. З серпня по жовтень 1919 — командувач військ Внутрішнього фронту Української СРР та член РВР 12-ї армії РСЧА. З 17 жовтня по листопад 1919 — начальник 61-ї стрілецької дивізії РСЧА, командувач Липецької групи військ РСЧА.
17 листопада 1919 — 29 квітня 1921 — член РВР Першої кінної армії, учасник Польсько-радянської війни. У березні 1921 — комісар Південної групи військ при придушенні Кронштадтського повстання.

### 1920—1930-ті
4 травня 1921 — 17 травня 1924 — командувач військ Північно-Кавказького військового округу. Одночасно, 27 травня 1921 — 17 травня 1924 — член Південно-Східного бюро ЦК РКП(б).
2 лютого 1924 — 20 червня 1934 — член Революційної військової ради (РВР) СРСР.
17 травня 1924 — листопад 1925 — командувач військ Московського військового округу.
26 січня — 6 листопада 1925 — заступник народного комісара з військових і морських справ СРСР Михайла Фрунзе та заступник голови РВР СРСР.
6 листопада 1925 — 20 червня 1934 — народний комісар з військових і морських справ СРСР та голова РВР СРСР.
20 червня 1934 — 7 травня 1940 — народний комісар оборони СРСР. 22 листопада 1934 — 14 березня 1938 — голова Військової Ради при Народному комісаріаті оборони СРСР. 14 березня 1938 — 8 травня 1940 — голова Головної Військової Ради РСЧА.

### Участь у сталінських репресіях

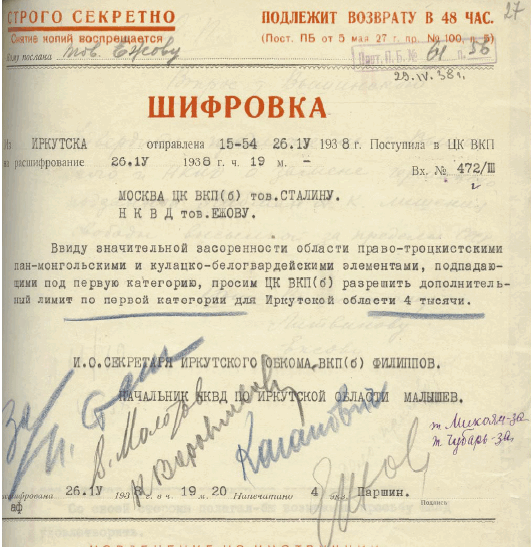
Телеграма в. о. секретаря Іркутського обкому Філіппова та начальника НКВД Малишева про збільшення ліміту на число розстріляних. Резолюція Сталіна «За», підпис Ворошилова — третій праворуч.

Під час Великого терору Ворошилов брав участь у розгляді так званих розстрільних списків — переліків осіб, репресованих із санкції членів Політбюро ЦК ВКП(б). Підписи на списках означали винесення обвинувального вироку. Підпис Ворошилова присутній на 185 списках, за якими були засуджено і розстріляно понад 18 тисяч осіб.
Як член Політбюро ЦК ВКП (б) затвердив велику кількість так званих лімітів (квоти на кількість репресованих згідно з наказом НКВС № 00447 «Про операцію з репресування колишніх куркулів, кримінальників та інших антирадянських елементів»). Так, 26 квітня 1938 Ворошилов разом зі Сталіним, Молотовим, Кагановичем і Єжовим завізував ствердну резолюцію на запиті в. о. секретаря Іркутського обкому ВКП(б) про виділення додаткового ліміту за першою категорією (розстріл) на 4 000 осіб.
Як народний комісар оборони Ворошилов брав активну участь у репресіях проти командного складу РСЧА. Зокрема, на списку з 26 командирів Червоної Армії, направленому з НКВС в НКО 28.05.1937 р., він поставив резолюцію «Тов. Єжову. Беріть усіх негідників. 28.V.1937. К. Ворошилов».

### Друга світова війна
30 листопада 1939 — 12 березня 1940 — головнокомандувач радянських військ у Радянсько-фінській війні 1939-40 років, усунутий з поста народного комісара оборони СРСР через катастрофічні поразки Червоної армії у цій війні.
7 травня 1940 — 15 березня 1953 — заступник голови Ради народних комісарів (Ради міністрів) СРСР. 7 травня 1940 — 30 травня 1941 — голова Комітету оборони при РНК СРСР.
7 травня 1940 — листопад 1944 — заступник народного комісара оборони СРСР.
15 травня 1941 — 15 травня 1944 — член Бюро РНК СРСР. 30 травня 1941 — 6 вересня 1945 — член Комісії Бюро РНК СРСР із військових і військово-морських справ.
У роки німецько-радянської війни з 23 червня 1941 — член Ставки Головного командування, з 30 червня 1941 по 21 листопада 1944 — член і заступник голови Державного Комітету Оборони СРСР.
У червні 1941 був представником Ставки Головного командування на Західному фронті. Головнокомандувач військ Північно-Західного напрямку (з 10 липня по 31 серпня 1941), брав участь у проведенні Ленінградської оборонної операції (10 липня — 30 вересня 1941), командував військами Ленінградського фронту (вересень 1941). Останню свою військову роль Ворошилов втратив через поразку на Ленінградському фронті взимку 1941 (його посаду зайняв більш перспективний Георгій Жуков). З жовтня 1941 по грудень 1942 — представник Ставки Верховного головнокомандування із формування і провірки бойової готовності з'єднань і об'єднань РСЧА в районах формування. З лютого по квітень 1942 — представник Ставки Верховного головнокомандування на Волховському фронті. З грудня 1942 по квітень 1943 — представник Ставки Верховного головнокомандування на Ленінградському і Волховському фронтах.
У січні 1943 Ворошилов координував дії Ленінградського і Волховського фронтів при прориві блокади Ленінграда (операція «Іскра»).
Головнокомандувач партизанського руху в Україні та Білорусі (вересень 1942 — травень 1943), голова Комісії з питань перемир'я (вересень 1943 — червень 1944). З грудня 1943 по квітень 1944 — представник Ставки Верховного головнокомандування в Окремій Приморській армії.

### Після війни

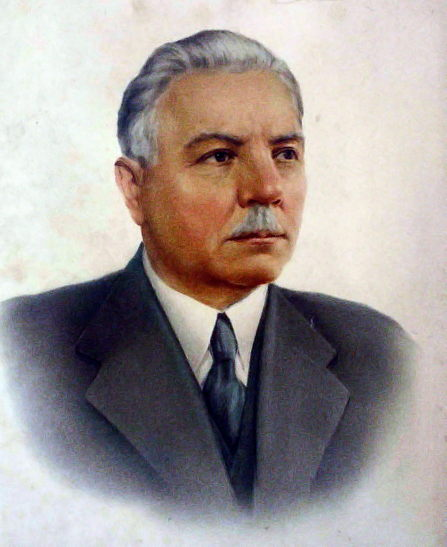
Климент Ворошилов. Кін. 1940-х — поч. 1950-х.

У лютому 1945 — квітні 1946 — голова Союзної контрольної комісії в Угорщині, зіграв значну роль у насадженні комунізму в Угорщині 1947.
15 березня 1953 — 7 травня 1960 — голова Президії Верховної Ради СРСР, вийшов у відставку через незгоду з політикою Хрущова та свою минулу лояльність до Сталіна.
7 травня 1960 — 2 грудня 1969 — член Президії Верховної Ради СРСР. З липня 1960 — на пенсії в Москві.
Помер 2 грудня 1969 року, похований біля Кремлівської стіни на Красній площі Москви.

## Нагороди
- Двічі Герой Радянського Союзу (Укази Президії Верховної Ради СРСР від 3 лютого 1956 (у зв'язку з 75-річчям від дня народження) і від 22 лютого 1968 (у зв'язку з 50-річчям Збройних Сил СРСР).
- Герой Соціалістичної Праці (7.05.1960).
- Герой Монгольської Народної Республіки (29.05.1957)
- Вісім орденів Леніна (№ 880 від 23.02.1935, № 3582 від 22.02.1938, № 14851 від 3.02.1941, № 26411 від 21.02.1945, № 128065 від 3.02.1951, № 313410 від 3.02.1956, № 331807 від 3.02.1961, № 340967 від 22.02.1968).
- Шість орденів Червоного Прапора (№ 47 від 26.06.1919, № 629/2 від квітня 1921 року, № 27/3 від 2.12.1925, № 5/4 від 22.02.1930, № 1/5 від 3.11.1944, № 1/6 від 24.06.1948).
- Орден Суворова I ступеня (№ 125 від 22.02.1944).
- Орден Червоного Прапора Узбецької РСР (17 лютого 1930).
- Орден Червоного Прапора Таджицької РСР (№ 148 від 14 січня 1933).
- Орден Червоного Прапора ЗСФСР (25 лютого 1933).
- Два ордени Сухе-Батора (Монгольська Народна Республіка).
- Три ордени Червоного Прапора (Монгольська Народна Республіка).
- Великий хрест ордена Білої троянди (Фінляндія)
- Великий хрест Королівського ордена Камбоджі (1956)
- медалі
- Почесний громадянин міста Ізмір (Туреччина, листопад 1933).

## Родина
У 1910 році одружився з есеркою Голдою Горбман, з якою познайомився у засланні і прожив до її смерті у 1959 році. Дітей у Ворошилових не було. У 1918 році вони усиновили сироту Петра (1914—1984); після смерті Михайла Фрунзе взяли до себе його дітей Тимура (1923—1942) і Таню (н. 1920).

## Вшанування пам'яті за часів СРСР
На честь Ворошилова було названо серію танків «КВ» та місто Ворошиловград (нині Луганськ).
Ім'я Ворошилова в 2013 році носять 745 площ, вулиць і провулків в містах та селах України, Росії і Білорусі.
У Луганську в Музеї історії і культури міста створена окрема композиція присвячена К. Є. Ворошилову.
Був доданий до скульптур монументу «Республіка», створеного в 1928 році по проекту італійського архітектора П'єро Каноника за воєнну допомогу з боку Радянського Союзу у війні 1920.
У Лисичанську Луганської області було встановлено погруддя К. Є. Ворошилову після присвоєння йому другої Зірки Героя Радянського Союзу. Погруддя було демонтоване 13 листопада 2015 в рамках Закону України «Про засудження комуністичного та націонал-соціалістичного (нацистського) тоталітарного режимів та заборону пропаганди їхньої символіки»

## У мистецтві
До своєї відставки з поста наркома оборони Ворошилов як найвпливовіший військовий діяч був живим символом Червоної Армії і зростаючої військової потужності Радянського Союзу. У 20-30-х роках його оспівували як людину, яка поведе до перемоги («Адже з нами Ворошилов, перший червоний офіцер — зуміємо постояти за СРСР!»). Ворошилов — герой численних фільмів, де його грали:
- Олексій Грибов («Клятва», 1946, «Падіння Берліна», 1949, «Донецькі шахтарі», 1951)
- Микола Боголюбов («Ленін у 1918 році», 1938, «Перша Кінна», 1941, «Пархоменко», 1942, «Оборона Царицина», 1942, «Третій удар», «Звільнення», 1968—1972))
- Юрій Толубеев («Падіння Берліна», 1 варіант)
- Данило Сагал («Блокада», 1972)
- Віктор Лазарєв («Дума про Ковпака», 1973—1976; «Підпільний обком діє», 1978)
- Ігор Пушкарьов («20 грудня», 1981)
- Венслі пітха («Червоний монарх» / «Red Monarch» (Англія, 1983)
- Володимир Трошин (Олеко Дундич, 1958; «Битва за Москву», 1985, «Сталінград», У місті Сочі темні ночі, 1989)
- Євген Жариков («Перша Кінна», 1984, «Війна на західному напрямку», 1990)
- Анатолій Грачов («Ворог народу — Бухарін», 1990)
- Сергій Никоненко («Бенкети Валтасара, або Ніч зі Сталіним», 1989)
- Михайло Кононов («Ближнє коло», 1991)
- Джон Боуї («Сталін», 1992)
- Віктор Єльцов («Троцький», 1993)
- Сергій Шеховцов («Stalin: Inside the Terror», Англія, 2003)
- Юрій Олейников («Сталін. Live», 2007)
- Олександр Мохов («Смерть Таїрова (фільм)», 2004, «Стомлені сонцем 2», 2010)
- Віктор Бунаков («Тухачевський. Змова маршала», 2010)
- Валерій Філонов («Фурцева (телесеріал)», 2011)
- Вадим Померанцев («Око божий», 2012)
- Олександр Берда («Чкалов», 2012)
- Володимир Федоров («Сталін з нами», 2013)
- Віктор Бунаков («І примкнув до них Шепілов», 2009)